# Gossolengo
Gossolengo ist eine italienische Gemeinde (comune) mit 5700 Einwohnern (Stand 31. Dezember 2023) in der Provinz Piacenza in der Emilia-Romagna. Die Gemeinde liegt etwa 8 Kilometer südwestlich von Piacenza an der Trebbia.

## Geschichte
Im Ortsteil Settima wurde 1877 die Bronzeleber von Piacenza gefunden. Das etruskische Artefakt aus dem ersten oder zweiten Jahrhundert vor Christus diente der Weissagung der Götter durch den Haruspex.

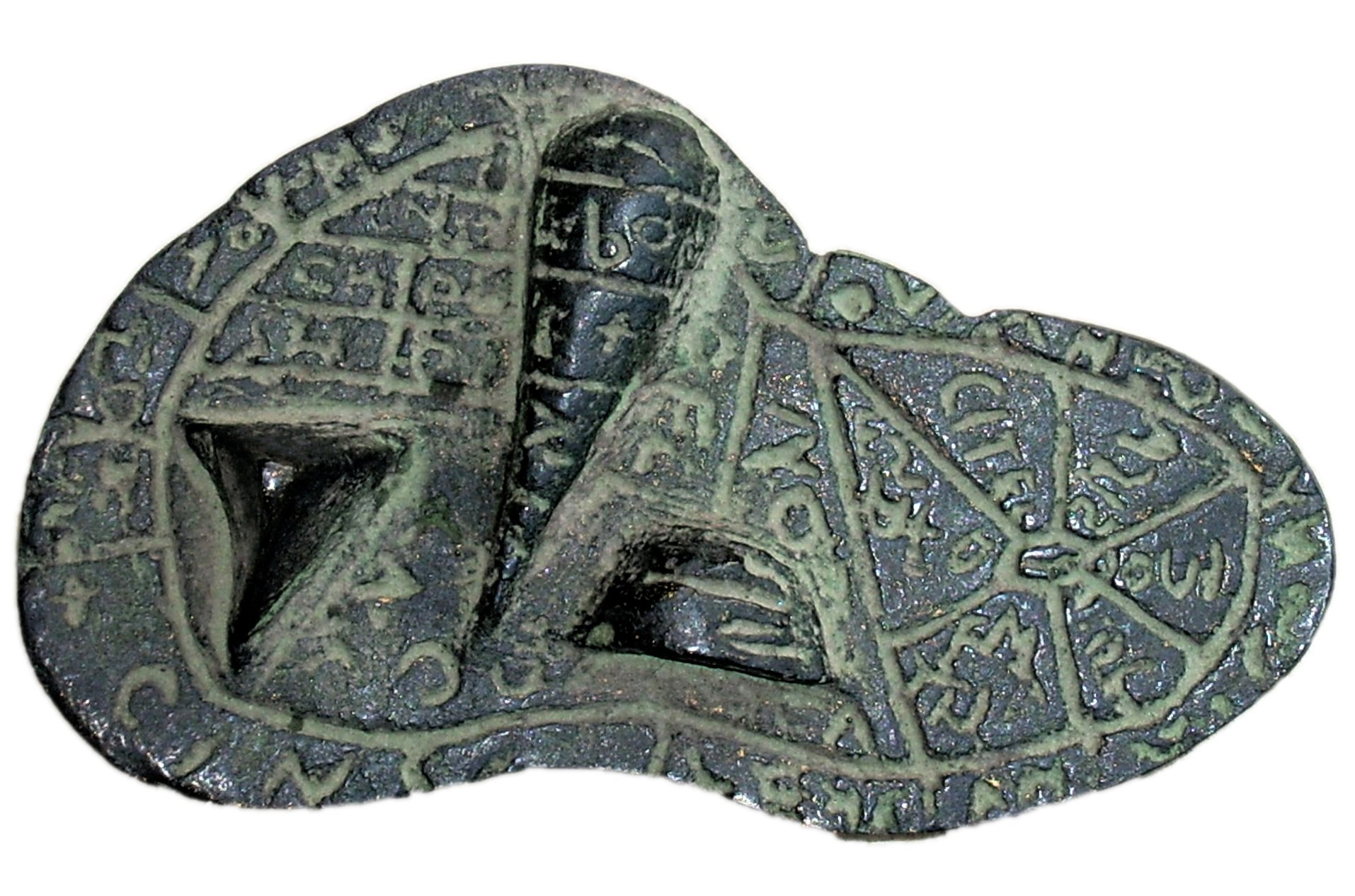
Bronzeleber von Piacenza

## Verkehr
Durch die Gemeinde führt im Osten die Strada Statale 45 di Val Trebbia von Piacenza kommend Richtung Genua.